# Am Augustinerhof

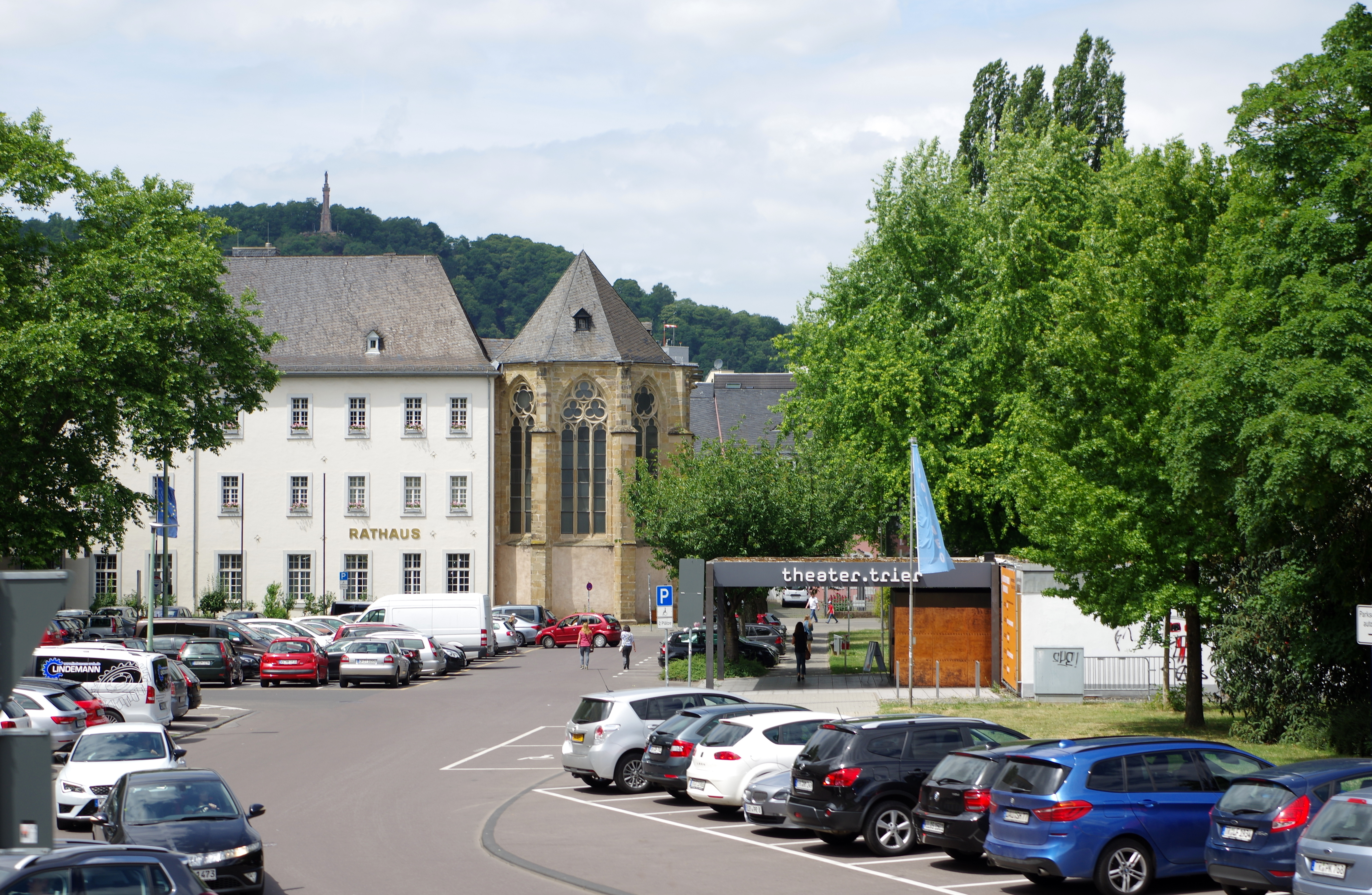
Augustinerhof mit Stadttheater und Teilen des ehemaligen Augustinerklosters

Der Augustinerhof – amtliche Bezeichnung Am Augustinerhof – ist ein Platz in der Innenstadt von Trier gegenüber vom weniger als 500 Meter entfernten Viehmarktplatz gelegen. Der Name des Platzes leitet sich vom ehemaligen Augustinerkloster ab, in dem das Rathaus von Trier untergebracht ist. Die Zufahrtsstraße zum Platz ist die Augustinerstraße.

## Gebäude am Platz
Am Augustinerhof stehen neben dem historischen Klostergebäude ein unvollendeter Hochbunker, die alte Klosterkirche St. Katharina, das Theater Trier sowie ein ehemaliges Erziehungshaus des Landarmenhauses von 1844/46. Letzteres entstand nach Plänen des Architekten Johann Georg Wolff und wird im 21. Jahrhundert als Verwaltungsgebäude genutzt. An der Stelle des Theaters stand der im Zweiten Weltkrieg zerstörte Schinkelbau, ebenfalls von Wolff 1834 bis 1837 entworfen, in dem die spätere Heil- und Pflegeanstalt für psychisch Kranke eingerichtet war.

### Ehemaliges Augustinerkloster
Das Trierer Augustinerkloster mit der Kirche St. Katharina wurde um 1280 im gotischen Stil errichtet und 1722 durch einen barocken Neubau ersetzt. Nach der Säkularisation wurde das Gebäude ab 1810 grundlegend verändert und unter anderem das Langhaus der Klosterkirche abgerissen. 1925 übernahm die Stadt Trier das Gebäude und baute es zum zweiten Rathaus um. Nach dem Zweiten Weltkrieg zog die Stadtverwaltung insgesamt dorthin. Der Chor der Klosterkirche wie auch andere bei einem Bombenangriff von 1944 schwer beschädigte Gebäudeteile wurden erst in den späten 1950er-Jahren wiederhergestellt. In Verbindung mit diesen Baumaßnahmen wurde ein großes Relief aus dem 1877 abgebrochenen Neutor aus dem Museum geholt und in den Eingang der Kirche eingebaut. Seit 1967 befindet sich in der ehemaligen Klosterkirche St. Katharina der Ratssitzungsaal von Trier.

### Humboldt-Gymnasium
Seit 1957 gibt es am Augustinerhof das von Erich Wirth auf den Resten des kriegszerstörten Vorgängerbaus in Skelettbauweise errichtete Humboldt-Gymnasium Trier, das bis 2008 Hindenburg-Gymnasium hieß.
Im Schulhof des Gymnasiums sind inmitten einer Baumgruppe Reste eines Ehrenmals für Soldaten des Ersten Weltkriegs erhalten.

### Pfarrkirche St. Antonius

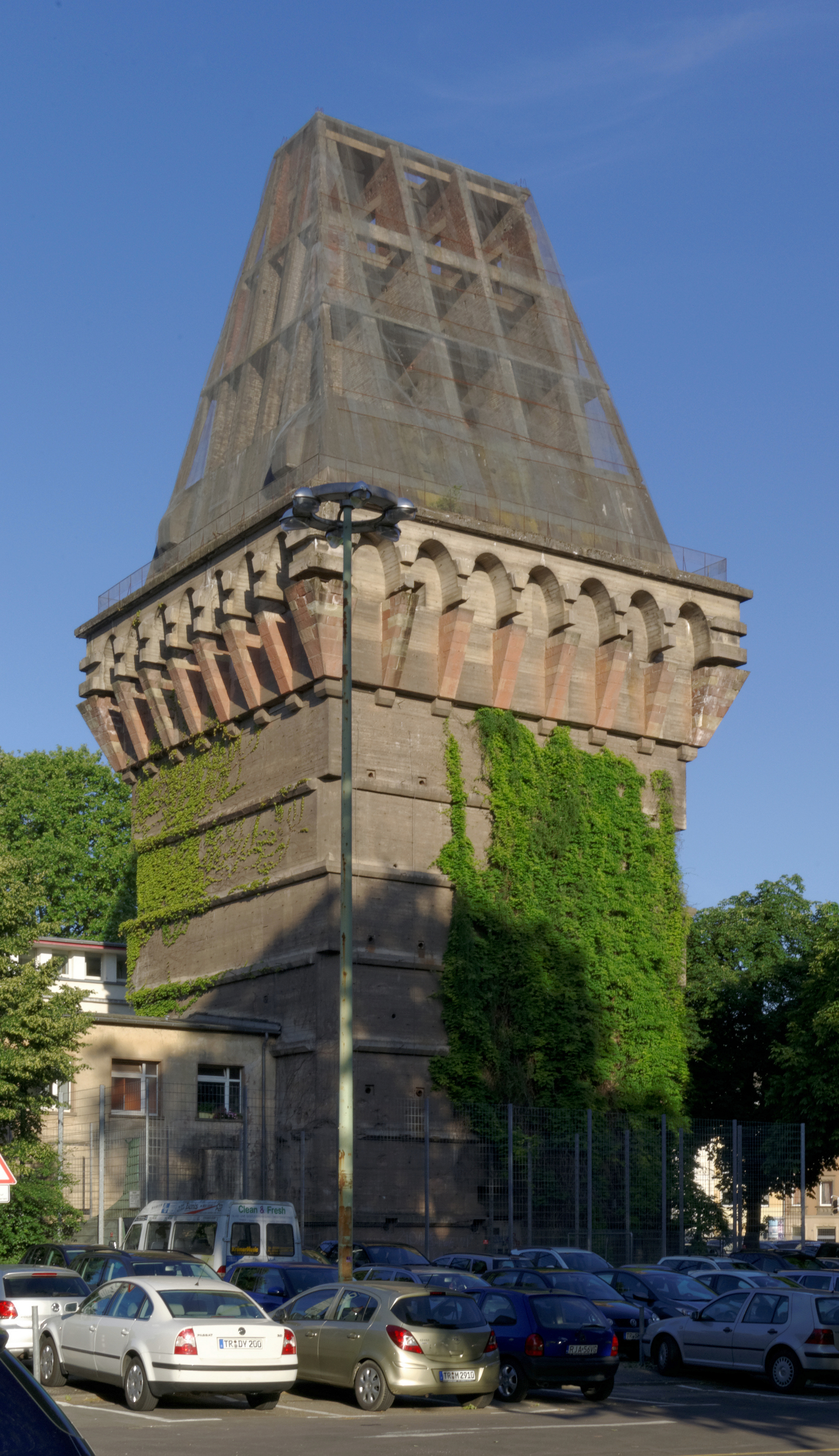
Hochbunker
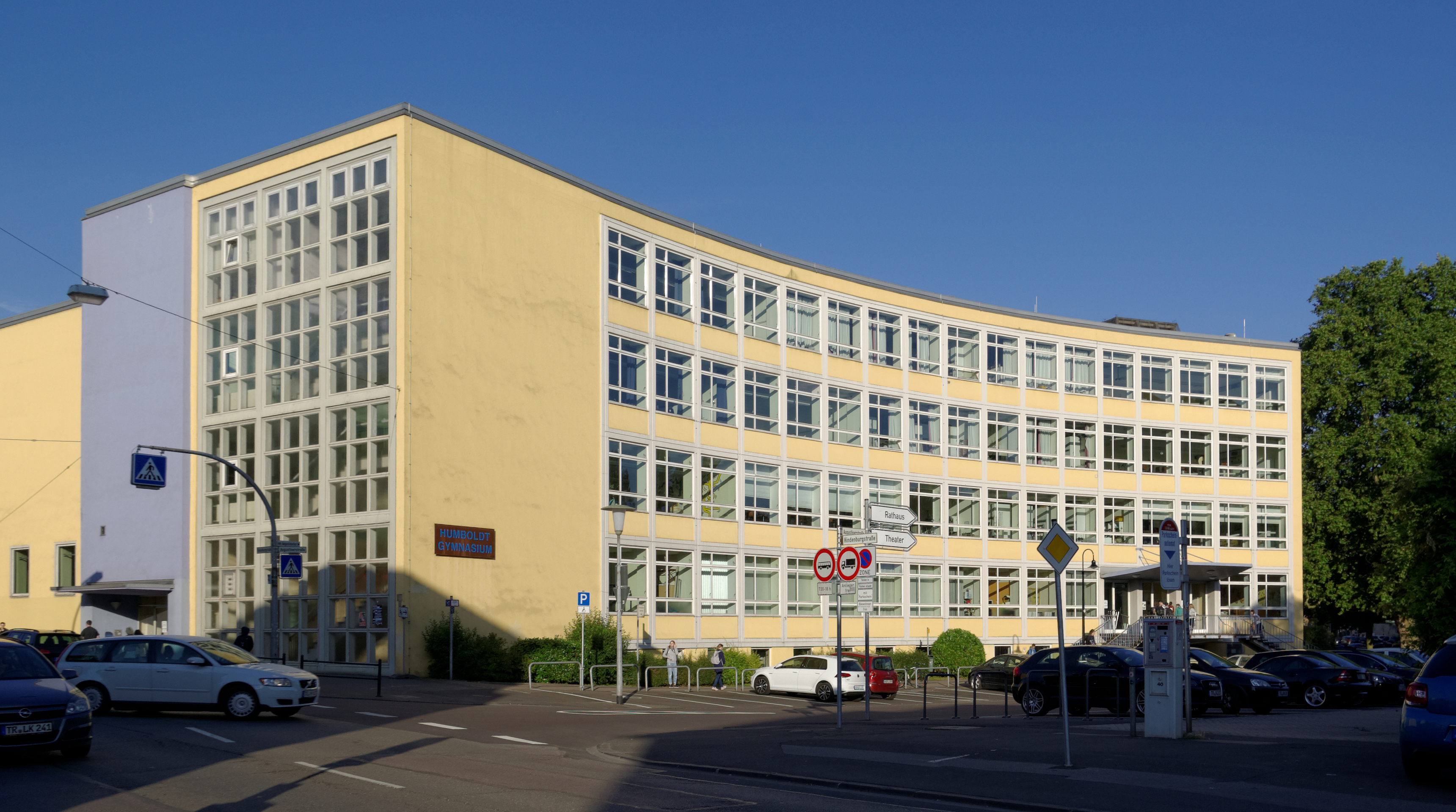
Platzseitige Fassade des Humboldt-Gymnasiums
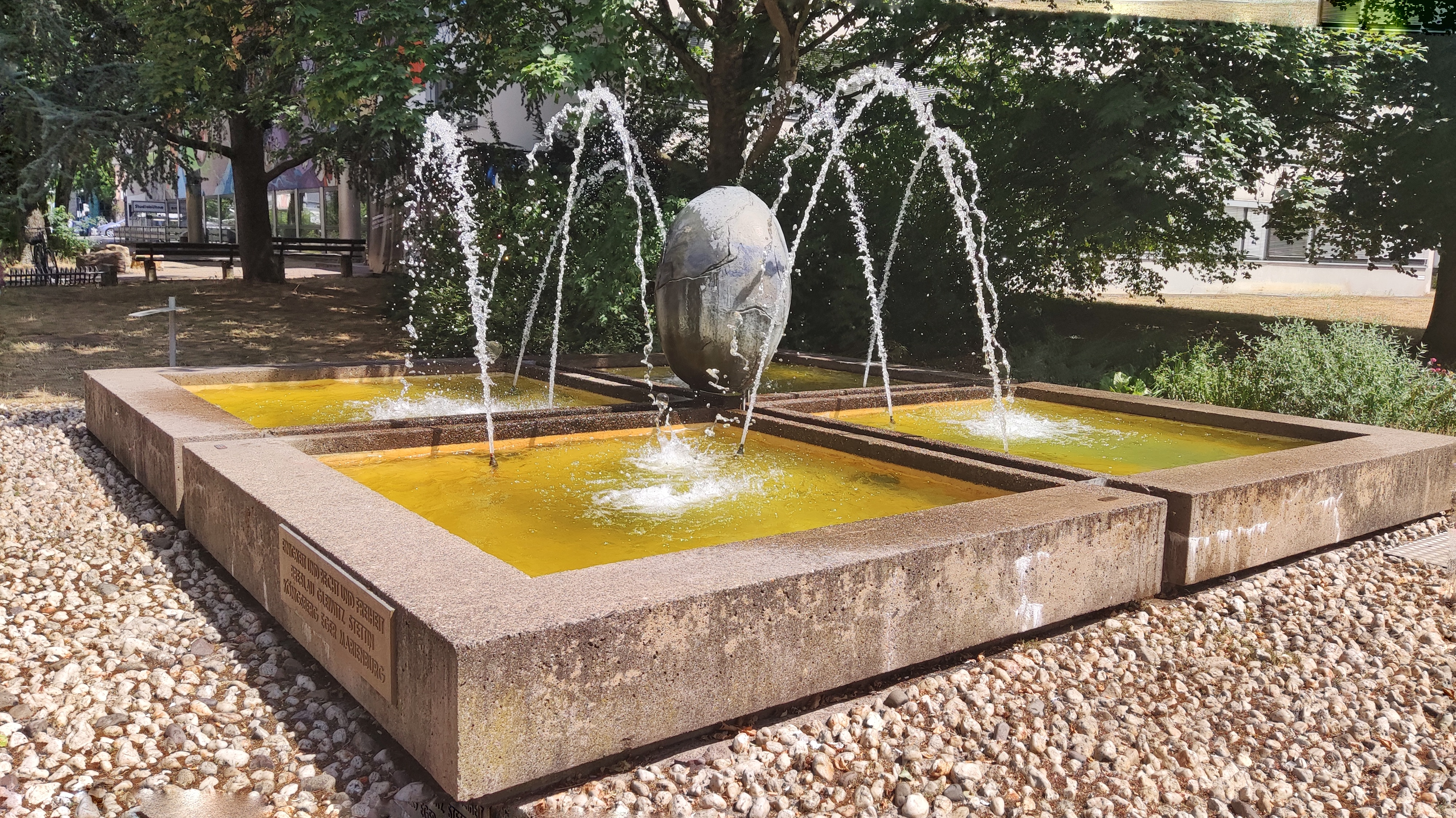
Heimatbrunnen in Trier

Nahe dem Augustinerhof steht die katholische Pfarrkirche St. Antonius aus dem 15. Jahrhundert mit einigen spätgotischen Elementen. Die Kanzel, ursprünglich in einem 1812 abgerissenen Dominikanerkloster aufgestellt, wurde 1762 im Stil des Rokoko erweitert.

### Heimatbrunnen
Ein augenfälliges Objekt auf dem Platz ist der 1965 von dem Bildhauer Hans-Karl Schmitt (1927–1991) geschaffene Heimatbrunnen, der an das Schicksal der knapp 10.000 Flüchtlinge aus den Ostgebieten erinnern soll, die in Trier eine neue Heimat fanden. Wegen seiner Inschrift „Einigkeit und Recht und Freiheit. Breslau, Gleiwitz, Stettin, Königsberg, Eger, Marienburg“ ist er umstritten. Der Trierer Oberbürgermeister Klaus Jensen erklärte jedoch 2012, dass der Brunnen Inschrift und Namen in Erinnerung an die wechselhafte deutsche Geschichte auch weiterhin tragen solle. 2015 beantragte die Trierer Linksfraktion eine Änderung der Inschrift in: „Gewidmet den Opfern von Flucht und Vertreibung – gestern, heute und morgen. Hier und weltweit.“ Der Antrag wurde im Stadtrat diskutiert, aber abgelehnt.
Die Brunnenanlage besteht aus vier rechteckigen Becken aus Beton mit einer ringförmigen Bronzeplastik in der Mitte, die stilisiert ein vernarbtes, gebrochenes Herz darstellt.

## Wirtschaft und Infrastruktur
Der Augustinerhof dient als oberirdischer Parkplatz. Unter dem nahe gelegenen Viehmarktplatz ist ein großes Parkhaus verfügbar. 
In der Nähe des Platzes gruppieren sich auch Hotels, Restaurants, ein Ärztehaus und etliche Einkaufsmöglichkeiten.